# Симфония № 5 (Сибелиус)
Симфония № 5 ми-бемоль мажор, опус 82 ― композиция Яна Сибелиуса, завершённая в 1915 году и впервые исполненная 8 декабря того же года Хельсинкским филармоническим оркестром под управлением композитора, по случаю его пятидесятилетнего юбилея.
Примерная продолжительность композиции ― 30 минут.

## Состав оркестра
Симфония написана для 2 флейт, 2 гобоев, 2 кларнетов, 2 фаготов, 4 валторн, 3 труб, 3 тромбонов, литавр и струнных.

## Структура
Произведение состоит из трёх частей:
- 1. Tempo molto moderato – Allegro moderato (ma poco a poco stretto) – Vivace molto – Presto – Più presto (ми-бемоль мажор). Написана в сонатной форме.

Audio playback is not supported in your browser. You can download the audio file.
- 2. Andante mosso, quasi allegretto – Poco a poco stretto – Tranquillo – Poco a poco stretto – Ritenuto al tempo I (соль мажор). Имеет форму вариаций.

Audio playback is not supported in your browser. You can download the audio file.
- 3. Allegro molto – Misterioso – Un pochettino largamente – Largamente assai – Un pochettino stretto (ми-бемоль мажор).

Audio playback is not supported in your browser. You can download the audio file.
Audio playback is not supported in your browser. You can download the audio file.
Это единственная симфония Сибелиуса, где все части написаны в мажорных тональностях.